# モノプソニー
モノプソニー（英: monopsony、古代ギリシャ語のμόνος（ mónos、モノス 、"単一" ）+ὀψωνία（ opsōnía、オプソニア、"購入" ）に由来）は、買い手独占とも訳され、経済学において、 一人の買い手が、多くの売り手によって提供する商品やサービスの主要な購入者として、市場を実質的に支配している市場構造のことである。モノプソニーのミクロ経済学的理論では、一人の売り手だけが多くの買い手に直面している独占状態において、独占企業がその買い手の価格に影響を与えることができるのと同じように、単一の事業体が商品やサービスの唯一の買い手として売り手に対して市場の力を持っていると仮定している。 対義語はモノポリー（monopoly、売り手独占）。

## 歴史
モノプソニー理論は、経済学者のジョーン・ロビンソンが著した『The Economics of Inperfect Competition』（1933年）の中で提唱された。 エコノミストは、「独占力（monopoly power）」と同様の方法で「独占権力（monopsony power、買手独占力）」という用語を、購買関係に1つの支配的な力があるシナリオの省略表現として使用する。これにより、力は価格を設定し、対象とならない利益を最大化でき、競争の制約となる。独占権力は、ある労働者または財のために1人のバイヤー（買い手、買主）が他のバイヤーとの競争にほとんど直面していないときに存在するため、競争市場の場合よりも低いレベルで、彼らが購入する労働力または物品の賃金と価格を設定できる。 古典的な理論上の例は鉱山の町（Mining community）である。鉱山を所有する会社は、町で唯一の雇用者であり、地理的な孤立や障害物が存在しないため、または他の場所での雇用を求める労働者がいないため、雇用主間の競争に直面せず、賃金を低く設定できる。他のより最近の例には、教師が学区間でほとんど移動できな場合の学区、がある。 そのような場合、地区は教師を雇うことで他の学校とほとんど競争に直面せず、雇用条件を交渉するとき、地区側により大きな力を与える 。代替の用語は、寡占または独占的競争。 

### 語源
この用語は、1933年に出版されたジョーン・ロビンソンの影響力のある本、The Economics of Inperfect Competitionで最初に紹介された。 ロビンソンは、ケンブリッジ大学の古典学者ベルトランド・ホールワード がこの言葉を生み出したと称している。 

## 労働市場における静的独占

独占者の雇用主（monopsonist employer）は、点Aで、限界収益積（ MRP 、赤線）を限界コストMC（緑線）に等しくする雇用レベルLを選択することにより、利益を最大化する。次に、賃金は点Mの労働供給曲線S（青線）で決定され、 wに等しくなる。 これとは対照的に、競争力のある労働市場では、需要に等しい点Cで平衡に達し、 さらに雇用'そして賃金'に繋がるだろう。

労働市場の標準的な教科書のモノプソニーモデルは、すべての労働者に同じ賃金を支払う一人の雇用者だけの静的な部分均衡モデルである。雇用主は、上向きに傾斜した労働供給曲線に直面する（一般的に無限弾性の労働供給曲線と対照的）。これは、右図の青いS曲線で表される。この曲線は支払われた賃金 {\displaystyle w} に関連し、雇用レベル {\displaystyle L} まで、増加関数{\displaystyle w(L)} として示される。 総人件費は{\displaystyle w(L)\cdot L} で与えられる。 会社には総収入{\displaystyle R} があり、{\displaystyle L} で増加する。 会社は利益{\displaystyle P}を最大化するために{\displaystyle L}を選択するが、次によって与えられる： 
{\displaystyle P(L)=R(L)-w(L)\cdot L\,\!}
最大の利益で{\displaystyle P'(L)=0}なので、最大化の1次条件は
{\displaystyle 0=R'(L)-w'(L)\cdot L-w(L)}
{\displaystyle w'(L)}は{\displaystyle w(L)}の導関数。したがって、
{\displaystyle R'(L)=w'(L)\cdot L+w(L).}
この式の左辺 {\displaystyle R'(L)}は、労働の限界収益積（大まかに言えば、追加の労働者によって生成された追加収益）であり、図の赤いMRP曲線で表される。 右辺は、人件費の限界コスト （おおよそ、追加の作業員による追加のコスト）であり、図では緑色のMC曲線で表されている。特に、限界費用は、新しい労働者に支払われる賃金 {\displaystyle w(L)}よりも、次の分だけ高くなる。 
{\displaystyle w'(L)L\,\!}
これは、企業が追加の労働者を雇うときはいつでも、会社がすでに雇用しているすべての労働者に支払われる賃金を増やさなければならないためである。 図では、これにより労働供給曲線S よりも上にあるMC曲線が導かれる。
最大利益の1次条件は、図の点Aで満たされ、MCとMRPは曲線が交差している。これにより、利益を最大化する雇用が横軸のLとして決定される。次に、対応する賃金wが、点Mを介して供給曲線から取得される。 
Mでの単因論的平衡は、競争条件下で得られる平衡と対照的である。競争力のある雇用主が市場に参入し、Mの賃金よりも高い賃金を提供したと仮定する。次に、最初の雇用主のすべての従業員は、代わりに競合他社のために働くことを選択する。さらに、競合他社は、最初の雇用者の以前の利益から、最初の雇用者の従業員の賃上げから相殺されていない金額を差し引いた金額と、賃上げのために市場で働くことを決めた追加の従業員から発生する利益をすべて得ることになる。 しかし、最初の雇用主はさらに高い賃金を提供し、新しいライバル企業の従業員を引き抜くことなどで対応するだろう。 その結果、完全に競争力のある企業間においては、 競争を通じて、 MではなくCに強制されることになる。 独占が売り上げを獲得し、価格を最小化し、出力を最大化する競争によって妨げられているのと同じように、この場合の雇用主間の従業員の競争は、賃金と雇用の両方を最大化する。 

### 福祉への影響

灰色の四角形は、モノプソニー力によって労働者から雇用主に移転された経済的福祉の量を示す。黄色の三角形は、雇用のモノプソニー的制限によって両方のグループに与えられた全体的な重荷の損失（Deadweight loss）を示している。したがって、モノプソニー（買手独占）によって引き起こされる市場の失敗の尺度である。

モノプソニー力による雇用と賃金の低下は、関係する人々の経済福祉に2つの明確な影響を及ぼす。第一に、それは労働者から雇用者へと福祉を再分配する。第二に、雇用者の純利益は労働者に与えられた損失よりも小さいので、両方のグループが享受する総計（または社会的）福祉を減少させる。
右図は、経済的余剰の概念に基づく標準的なアプローチを使用して、両方の影響を示している。この考え方によれば、労働者の経済的余剰（または交換による純利益）は、雇用水準までのS曲線と賃金に対応する水平線との間の面積で与えられる。同様に、雇用者剰余金とは、賃金に対応する水平線とMRP曲線の間の雇用水準までの面積である。そして、社会的余剰は、この2つの領域の合計である。
このような定義に従うと、図中の灰色の長方形は、モノプソニーの下で労働者から雇用主に再分配された競争社会余剰の一部ある。 対照的に、黄色の三角形は、雇用の独占的制限の結果として両当事者によって失われた競争社会余剰の一部である。これは正味の社会的損失であり、死重損失と呼ばれる。 これは、資源の無駄な配分による、モノプソニー力によって引き起こされた市場の失敗の尺度である。
図が示すように、限界収益積MRPと供給曲線Sで決定された市場賃金との差に応じて、両方の影響の規模が増加する。この違いは、黄色の三角形の縦の辺に対応し、次の式に従って、市場の賃金の割合として表すことができる：
{\displaystyle e={\frac {R'(w)-w}{w}}\,\!}
比率{\displaystyle e} は搾取率（英: rate of exploitation）と呼ばれており、企業が直面している労働供給曲線の弾力性の逆数に等しいことが簡単に示される。したがって、この弾力性が無限大になる傾向がある競争条件下では、搾取率はゼロとなる。様々な手段による{\displaystyle e}の経験的な推定値は、観測されたモノプソニー力の測定に特化した応用文献の共通の特徴がある。 
最後に、灰色部分の再分配効果は、財政政策（すなわち、雇用主への課税と税収の労働者への移転）によって逆転する可能性があるが、これは黄色部分の重荷の損失には当てはまらないことに注意することが重要である。市場の失敗は、2つの方法のうちの1つでしか対処できない：独占禁止法の介入によってモノプソニーを破壊するか、企業の賃金政策を規制するかのいずれかである。最も一般的な種類の規制は、独占的なモノプソニスト賃金より高い拘束力のある最低賃金である。

### 最低賃金

拘束力のある最低賃金w'つまり会社への限界費用は、水平な黒線MCになる。そして会社はより高い雇用Lの点Aで利益を最大化する（それは競争の欠如のために行うことができる）。 ただし、この例では、最低賃金が競争力のある賃金よりも高く、線分ABに等しい非自発的失業が発生している。

拘束力のある最低賃金は、法律によって直接導入することも、労働組合への加入を要求する団体交渉法を通じて導入することもできる。最低賃金の水準が雇用を減らすことは、一般的に合意されているが、労働市場内にモノプソニー権力（買手独占力）が存在する場合にはその効果は逆転し、最低賃金は、雇用を増やす可能性がある。 
この効果は右図に示されている。 
ここで、最低賃金はw'であり、モノソプニー状態によるwよりも高くなっている。 最低賃金と労働の過剰供給（独占状態によって定義される）の拘束力のある影響のために、企業の限界労働コストは一定になる（人手不足に伴うコスト増よりも、追加の労働者を雇うための費用） 。これは、会社が新しい限界コストライン（図のMC'）と限界収益製品ライン（1つのユニットを販売するための追加収益）の交差部分で利益を最大化することを意味する 。これは、追加のアイテムを生産する方が、そのアイテムを販売することで得られる収入よりも高価になる点である。 
この状態は、競争の激しい市場と比較しても依然として非効率的である。 線分ABは、仕事を見つけたいが、この業界の独占的な性質のために就業できない労働者がまだいることを示している。 これは、この業界の失業率を表す。最低賃金レベルに関係なく、モノプソニー的な独占的労働環境では重荷の損失があることを示しているが、最低賃金法は業界内の総雇用を増やすことができる。 
より一般的には、拘束力のある最低賃金は、企業が直面する供給曲線の形を変更し、次のようになる： 
{\displaystyle w={\begin{cases}w_{min},&{\mbox{if }}w_{min}\geq \;w(L)\\w(L),&{\mbox{if }}w_{min}\leq \;w(L)\end{cases}}\,\!}
{\displaystyle w(L)}は元の供給曲線であり、 {\displaystyle w_{min}}最低賃金。 したがって、新しい曲線は、水平な最初の分岐とその点でのねじれを持ち、 
{\displaystyle w(L)=w_{min}\,\!}
図に、ねじれた黒い曲線MC' S （点Bの右側の黒い曲線）で示されている。 結果として得られる均衡（合理的な企業が行う利益最大化の選択）は、次の表に示すように、最低賃金の値に応じて3つのクラスのいずれかに分類できる： 
|               | 最低賃金                                               | 結果として生じる平衡                |
| ------------- | ------------------------------------------------------ | ----------------------------------- |
| 最初のケース  | <独占賃金                                              | 独占賃金が供給曲線と交差する点（S） |
| 2番目のケース | >独占賃金 しかし ≤競争力のある賃金（SとMRPの共通部分） | 最低賃金と供給曲線の交点（S）       |
| 3番目のケース | >競争力のある賃金                                      | 最低賃金がMRPと等しい交点           |

それでも、それが最適とは言えない場合でも、最低限の賃金が独占的賃金より高いと、とにかく雇用レベルが上がる。 これは独占の下でのみ続くため、非常に注目すべき結果である。 確かに、古典的な経済モデルと査読つき研究のコンセンサスによれば、競争の激しい状況下では、市場レートよりも高い最低賃金は実際に雇用を減少させるだろう。 したがって、新たに導入された最低賃金規制の雇用への影響を特定することは、経済学者が特定の労働市場で独占権を固定するために使用する間接的な方法の1つである。 この手法は、たとえば、アメリカの労働市場を調査した一連の研究で使用された。モノプソニーは、プロスポーツや大学教授など、いくつかの専門分野にのみ存在することが明らかとなった。

### 賃金差別
モノプソニスト（独占者）のように、独占主義の雇用主は、価格を差別化すれば利益が最大化されることに気付くだろう。この場合、これは、MRPが同じでも、異なるグループの労働者に異なる賃金を支払うことを意味し、企業への労働力の供給の弾力性が低い労働者には、より低い賃金が支払われる。 
研究者たちはこの事実を利用して、観測された賃金格差の少なくとも一部を説明した。そのため、観測された生産性格差を管理した後でも、 女性の収入は男性よりも少ないことがよくある。 ロビンソンによる最初のモノプソニーの適用（1938）は、生産性の等しい女性と男性の間の賃金格差を説明するために開発された。Ransom と Oaxaca（2004）は、ミズーリ州の食料品店チェーンの従業員の女性の賃金弾力性が男性のそれよりも低いことを発見した  。Ransom と Lambson（2011）は、女性と男性が直面する労働市場の流動性の制約の違いにより、女性教師は男性教師よりも給与が少ないことを発見した。 
一部の著者は、これは市場供給についてはそうであるが、個々の企業への供給については逆のこともあるのではないかと、非公式に主張している。 特に、Manningらは、1970年の英国平等賃金法の場合、実施により女性の雇用が増加したことを示している。 この法律は実質的に女性のための最低賃金法であったので、これはモノプソニスティックな差別の症状と解釈されるかもしれない。

## 経験的問題
ドレイク大学のウィリアム・ボアル（William M. Boal）とブリガムヤング大学のマイケル・ランサム（Michael R. Ransom）によれば、労働市場におけるモノプソニー力（独占権力）のより簡単な説明は、需要側への参入の障壁である。 このような参入障壁は、限られた数の企業が労働力を争うことになる（寡占）。 仮説が一般的に真実である場合、企業の規模が大きくなるにつれて、より正確には業界の集中が進むにつれて、賃金が低下することが予想される。 ただし、多くの統計的研究では、企業または施設の規模と賃金との間に有意な正の相関があることが示されている。 これらの結果は、しばしば業界間の競争の結果であると説明されている。 たとえば、ファーストフードの生産者が1人しかいない場合、その業界は非常に統合される。 しかし、その企業が小売業、建設業、その他において同一労働同一技能を利用した他の仕事と競合していたら、独占的権力で賃金を下げることはできない。ウィリアム・ボアルとマイケル・ランサムは、この発見は直感的であり（低熟練労働者はさまざまな業界でより流動的に移動できる）、モノプソニー効果はプロスポーツやおそらく看護の分野に限定されていることを発見したデータでも裏付けられている、と述べている。 
ただし、モノプソニー力は、（上記の参照ケースのように）供給側での労働者の参入に影響を及ぼし、企業への労働供給の弾力性を直接低下させる状況が原因である可能性もある。 これらの中で最も重要なのは、業界認定またはライセンス料、規制上の制約、トレーニングまたは教育の要件、および企業間の労働力の移動を制限する制度上の要因であり、これには雇用保護法が含まれる。 
モノプソニー力の源として提案されている代替案は、仕事の特徴よりも労働者の嗜好である  。 そのような仕事の特徴には、職場からの距離、仕事の種類、立地、職場での社会環境などが含まれる。 異なる労働者が異なる嗜好を持っている場合、雇用者は、彼らのために働くことを強く好む労働者に対して、局所的なモノプソニー力を持つことができる。 
ウィリアム・ボアルとマイケル・ランサムは、モノプソニー力の経験的証拠は比較的限られており米国の低熟練労働市場には観測可能なモノプソニー力は存在しないと述べている 。ただし、開発途上国への参入障壁のためにインドネシアでモノプソニー力を発見した、少なくとも1つの研究はあった 。モノプソニー力の見方を拡大するいくつかの研究は、米国での経済的および労働力の流動性が、プロスポーツと（多少の不一致を伴う）看護の分野の顕著な例外を除いて、検出可能な独占的影響 を排除していることを見出した  。 これらの産業は両方とも高度に専門化された労働条件を有しており、一般的に代替可能ではない。
ただし近年では2019年7月に米国のCBO（米国議会予算局）が、最低賃金の上昇が雇用と世帯収入に与える影響を調査した際の補足説明としてモノプソニー効果に言及し、数多くの研究が低賃金労働市場の一部の雇用者が相当量のモノプソニー力を保有しているという証拠を発見したと記している。特に2019年のホセ・アザール（José Azar）らが小売業の中でも最大規模のセクターを調査した研究では、最低賃金の上昇により、少数の雇用者が殆どの労働者を独占的に雇用している地域では雇用が増加し、逆に市場が集中していない地域では雇用が減少するという証拠が見つかったとされている。また、他の研究でも雇用者が競争を制限している証拠や、労働市場に完全競争を阻害するかなりの摩擦があることを発見したとされている。

## 日本のモノプソニー
2009年5月、富士通総研の西田武志は、日本では欧米のような買い手独占は起こっていないが、海外資本の本格的参入や国内大手商社を軸にした垂直統合等が進んでいることから、日本でも一気に寡占化が進む恐れもあり、モノプソニーが引き起こす“規模の勝負”に負けないようにする生き残り戦略が必要、とした。
2020年6月、元金融アナリストで小西美術工藝社社長のデービッド・アトキンソンは、日本は世界有数の「monopsony大国」で、日本が抱える諸問題の根源にモノプソニーがあるとし、モノプソニーの弊害を次のように列挙、最低賃金を段階的に引き上げて、monopsonyによって生じている歪みを修正するしか、国民生活の回復はないと思う、とした：
1. 企業の規模が小さくなる
2. 輸出率が低下する
3. 最先端技術の普及が進まない
4. 格差が拡大する
5. サービス業の生産性が低くなる
6. 女性活躍が進まない